# رفع الأثقال في دورة الألعاب العربية 2011
في دورة الألعاب العربية لعام 2011 عقدت فعاليات رفع الأثقال في قاعة الدانة في الدوحة في قطر في الفترة من 13 إلى 17 ديسمبر، حيث تم التنافس على 13 حدث.

## ملخص الميداليات

### الرجال
| الحدث                   | الذهبية                 | الفضية                  | البرونزية                    |
| ----------------------- | ----------------------- | ----------------------- | ---------------------------- |
| Suhail Al Kulaibi (OMA) | منصور آل سليم (KSA)     | Yasir Al-Hamadani (IRQ) |                              |
| Karrar Kadhum (IRQ)     | أحمد سعد (EGY)          | Mohammed Ali (IRQ)      |                              |
| Mohamed Abdelbaki (EGY) | Hamza Jomni (TUN)       | Ali Al Eduhailib (KSA)  |                              |
| إبراهيم رمضان ‏ (EGY)    | Amir Belhout (ALG)      | Marwan Abdussalam (LBA) |                              |
| رجب عبد الحي (EGY)      | طارق يحيى (رباع) (EGY)  | صفاء الجميلي (IRQ)      |                              |
| Gaber Mohamed (EGY)     | Mohamed Doghmane (TUN)  | Riyadh Al-Tameemi (IRQ) |                              |
| Ibrahim Moursi (EGY)    | Husam Hamada (PLE)      | Mohamed Ben Said (LBA)  |                              |
| +105 kg                 | عبد الرحمن السيد ‏ (EGY) | Hassan Alhusaini (KUW)  | Issa Ibrahim Al Ansari (QAT) |

## روابط خارجية
- رفع الاثقال في الموقع الرسمي نسخة محفوظة 27 أغسطس 2012 على موقع واي باك مشين.